# Majdan (film)
Majdan (in ucraino Майдан?) è un film documentario del 2014 diretto da Serhij Loznycja. 
Il film, presentato in anteprima al Festival di Cannes 2014, racconta la rivolta civile contro il regime del presidente dell'Ucraina Viktor Janukovyč iniziata proprio a Majdan Nezaležnosti, nome della piazza centrale della capitale Kiev, nel novembre 2013 e divenuta nota come Euromaidan. Loznycja segue il crescere delle proteste civili partendo dai raduni pacifici fino alle sanguinose battaglie di strada tra manifestanti e polizia antisommossa. Attraverso questo documentario Loznycja vuole così offrire il ritratto di una nazione, quella Ucraina, che si risveglia e riscopre la sua identità.

## Trama
A partire dal novembre 2013, i cittadini di tutte le età e di tutte le fedi si sono riuniti per protestare contro il regime del presidente Janukovyč, che alla fine è stato costretto a dimettersi nel marzo 2014. Il documentario racconta così i novanta giorni di rivoluzione, suddivisi in quattro capitoli: un prologo, le celebrazioni, gli scontri e un post scriptum. Attraverso dei lunghi piani sequenza ad inquadratura fissa e senza volutamente dare la parola a nessuno dei manifestanti, il regista filma l'evolversi delle proteste e il modo in cui la gente impara a fare la guerra, improvvisando barricate, lanciando sassi e sparando. Il documentario non fa emergere le provenienze delle varie componenti della protesta, né evidenzia le differenti sfumature politiche.
Sergei Loznitsa mostra così di perseguire il compito ambizioso di sondare l’anima del popolo ucraino nel sollevarsi contro un governo violento e corrotto alla ricerca del rispetto per la propria identità culturale. Per realizzarlo, il regista ha dichiarato di essersi ispirato a Claude Nuridsany e Marie Pérennou, ma anche a Sergej Ėjzenštejn, volendo porre al centro del documentario la collettività stessa del popolo ucraino.